# Mittweida
Mittweida är en stad i distriktet (Landkreis) Mittelsachsen i förbundslandet Sachsen i Tyskland. Staden ligger vid floden Zschopau, 18 km norr om Chemnitz och 54 km väster om Dresden. Staden har cirka 14 000 invånare och ingår i förvaltningsområdet Mittweida tillsammans med kommunen Altmittweida.
I staden ligger högskolan Hochschule Mittweida.
Stadens nuvarande kyrka (Unserer lieben Frauen) byggdes 1450 efter en större stadsbrand. I huset bredvid som tidigare beboddes av prästen invigdes ett hembygdsmuseum. Till museet räknas dessutom ett hus som visar skulptören Johannes Schillings arbeten. En annan känd person från Mittweida är författaren Erich Loest som föddes bara några hus ifrån dagens museum. På det centrala torget står en brunn av röd porfyr från Rochlitz som tillkom efter första världskriget.